# Internationale Tennismeisterschaften von Deutschland 1952
Die 46. Internationalen Tennismeisterschaften von Deutschland fanden vom 2. August bis zum 10. August 1952 auf dem Rothenbaum in Hamburg statt.
Das Turnier erstreckte sich diesmal über zwei Wochenenden. Eintrittspreise von bis zu 17 DM führten dazu, dass die Zuschauer nicht ganz so zahlreich wie in den Vorjahren erschienen. Unter diesen war auch Gottfried von Cramm, der wegen einer Schulterverletzung diesmal nicht teilnehmen konnte.
Bei den Herren war der Titelverteidiger Lennart Bergelin nicht wieder angetreten und sein letztjähriger Endspielgegner Sven Davidson nach Aufnahme eines Studiums nicht mehr ganz in der Form des Vorjahres. Auch der Favorit Jaroslav Drobný konnte das Turnier nicht gewinnen, sondern der Südafrikaner Eric Sturgess, der zum ersten Mal in Hamburg antrat.
Drobný gewann dafür das Herrendoppel an der Seite des Australiers Ian Ayre, Sturgess wiederum war im Gemischten Doppel mit Dorothy Head erfolgreich. Head löste nach einjähriger Abwesenheit die Australierin Nancye Bolton, die nicht wieder angereist war, als dreifache Titelträgerin ab. Ihre Finalgegnerin im Einzel war die nationale deutsche Meisterin Erika Vollmer.

## Ergebnisse

### Herreneinzel
|  | Finale |                 |   |   |   |  |  |
|  |        |                 |   |   |   |  |  |
|  |        | Eric Sturgess   | 6 | 6 | 6 |  |  |
|  |        | Jaroslav Drobný | 3 | 2 | 3 |  |  |

### Dameneinzel
|  | Finale |               |   |   |  |
|  |        |               |   |   |  |
|  |        | Dorothy Head  | 6 | 6 |  |
|  |        | Erika Vollmer | 1 | 3 |  |
|  |        |               |   |   |  |

### Herrendoppel
|  | Finale |                            |   |   |   |       |  |
|  |        |                            |   |   |   |       |  |
|  |        | Ian Ayre Jaroslav Drobný   | 3 | 8 | 6 | [ 1 ] |  |
|  |        | Tony Mottram Eric Sturgess | 6 | 6 | 2 |       |  |

### Damendoppel
|  | Finale |                                        |   |   |       |
|  |        |                                        |   |   |       |
|  |        | Dorothy Head Joy Mottram               | 6 | 6 |       |
|  |        | Peppi von Gerlach Marie Luise Jencquel | 3 | 0 | [ 2 ] |
|  |        |                                        |   |   |       |

### Mixed
|  | Finale |                            |   |   |  |
|  |        |                            |   |   |  |
|  |        | Dorothy Head Eric Sturgess | 6 | 6 |  |
|  |        | Beryl Penrose Ian Ayre     | 2 | 2 |  |
|  |        |                            |   |   |  |